# ديف تومسون (سياسي أمريكي)
ديف تومسون (بالإنجليزية: Dave Thompson)‏ هو مقدم برامج إذاعية ومحامي وسياسي أمريكي، ولد في 2 أكتوبر 1961 في ليتل فولز في الولايات المتحدة. حزبياً، نشط في الحزب الجمهوري. وقد انتخب عضو مجلس ولاية مينيسوتا.